# Makedoniska ortodoxa kyrkan
Makedoniska ortodoxa kyrkan (makedonska: Македонска православна црква; translitteration: Makedonska pravoslavna crkva; kyrkslaviska: Македонскаѧ правосла́внаѧ цр҃ковь) är en östlig ortodox kristen kyrka baserad i Nordmakedonien.
Makedoniska ortodoxa kyrkan är en av de slaviska ortodoxa kyrkorna och är den gemenskap i Nordmakedonien som består av kristna ledda av ärkebiskopen av Ohrid.

## Historik
Gamla Ohrids stift upphörde att existera år 1767, och kom i stället att lyda under Konstantinopels patriarkat. Organisationen återuppstod 1967 under namnet Makedoniska-ortodoxa kyrkan. 
Verksamheten finns även på andra håll i världen, i Sverige bildades till exempel de första församlingarna 1973.

## Kyrkor tillhörande Makedonisk-ortodoxa kyrkan (urval)

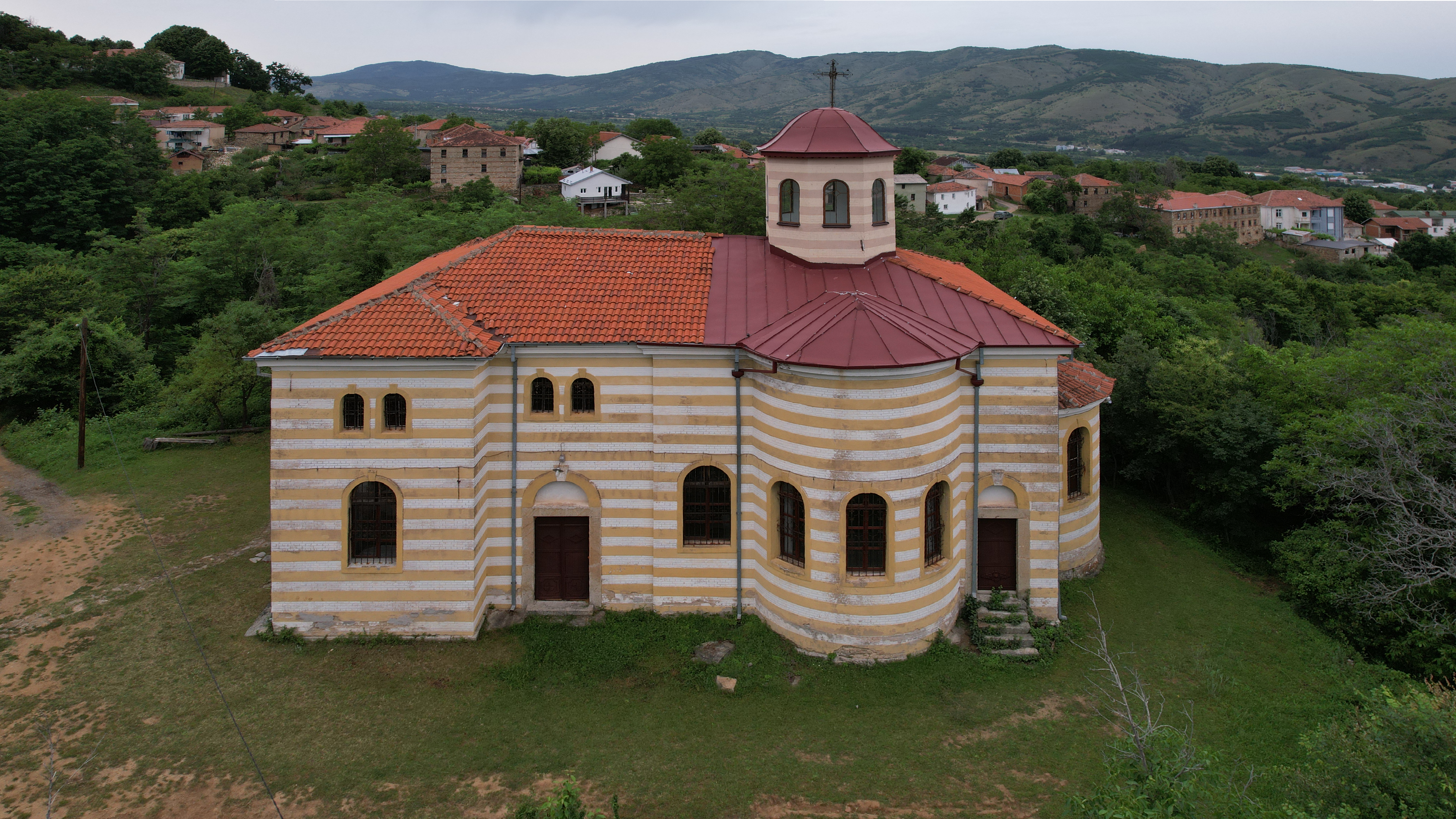
Kristi himmelsfärds kyrka i Brusnik
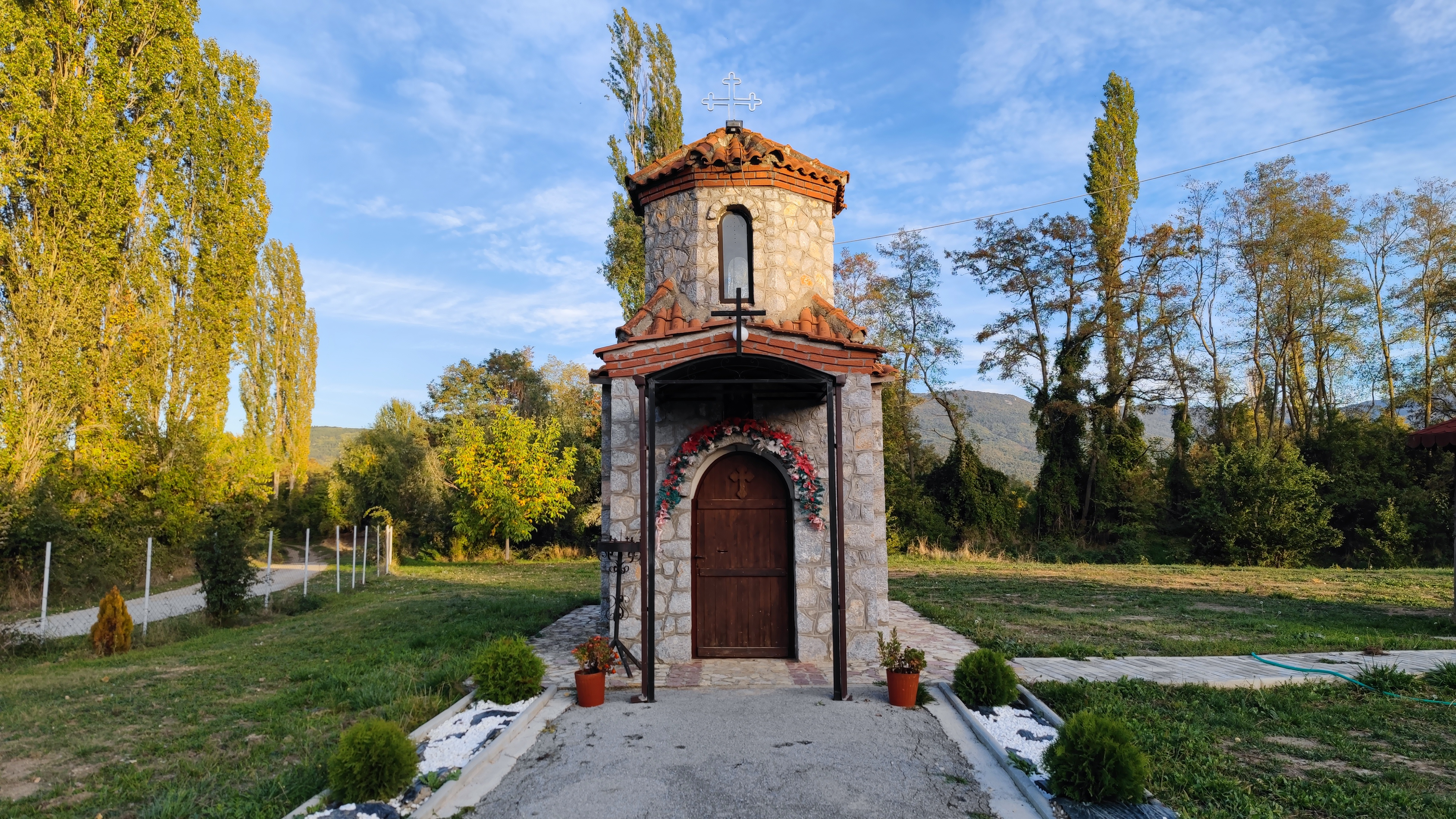
Helige Johannes Döparens kyrka i Gorno Lakočerej
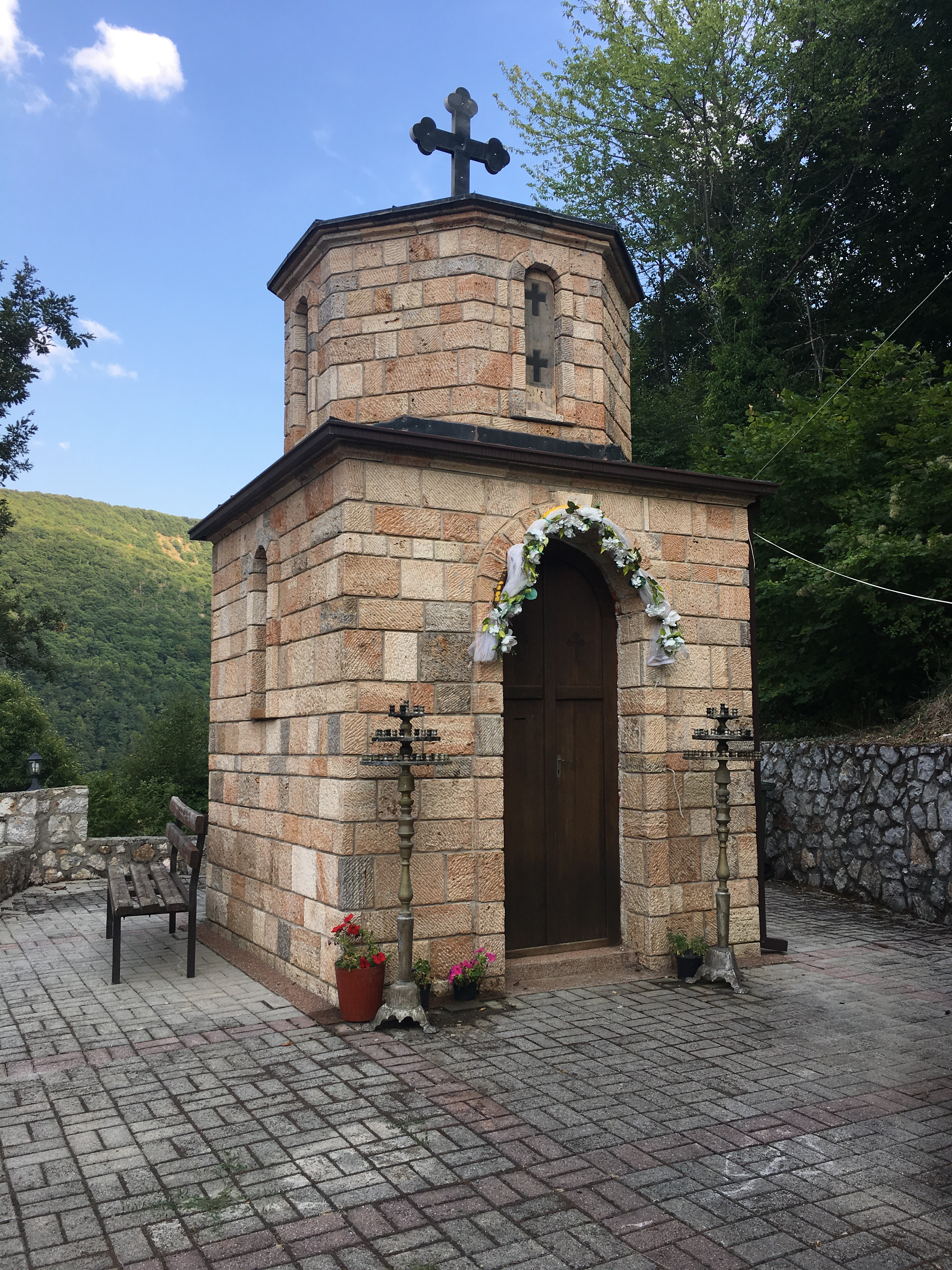
Helige Konstantins och Helenas kyrka i Skrebatno
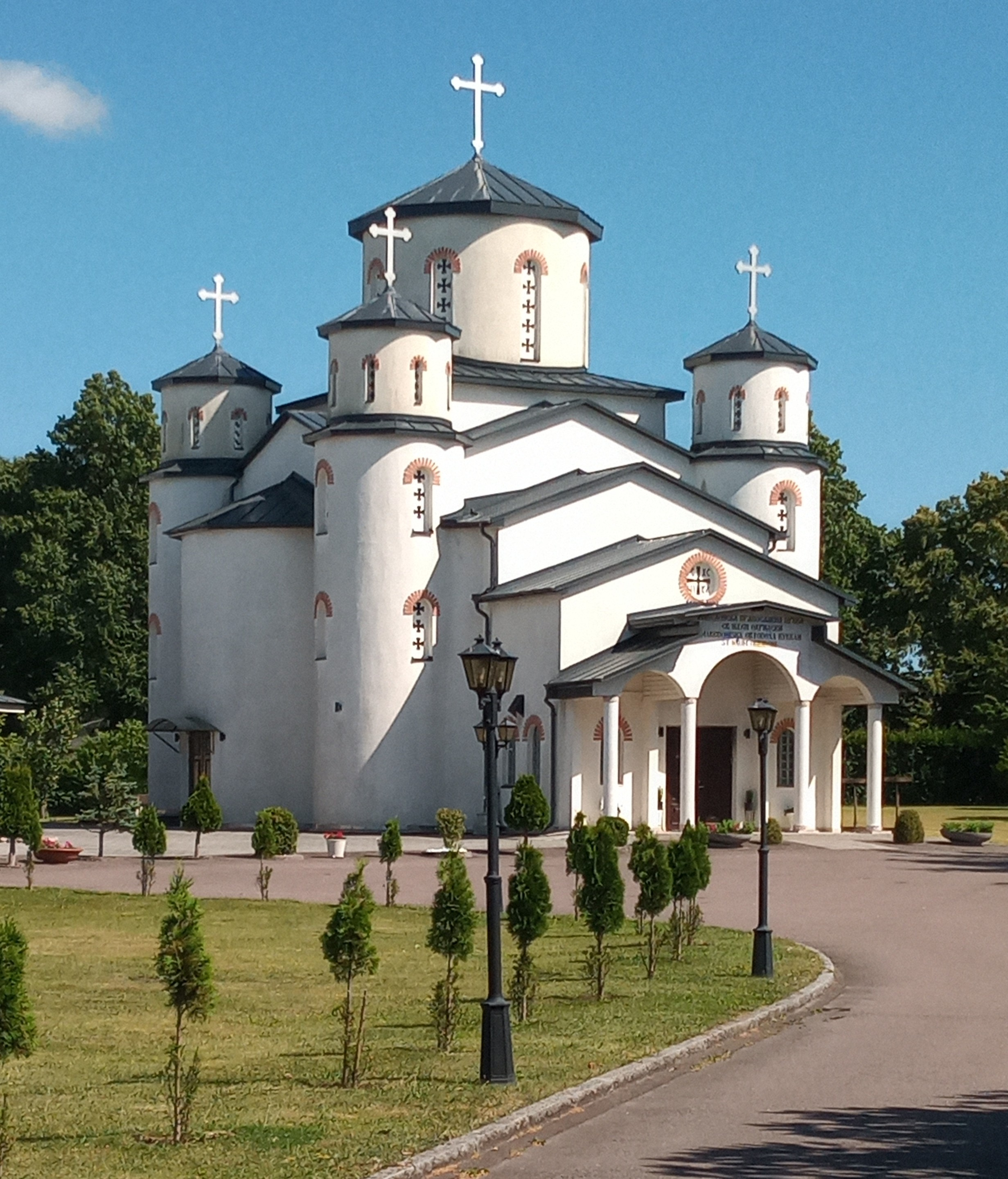
S:t Naum Ohridski-kyrkan i Malmö

### Fotnoter
1. ↑  ”Makedoniska ortodoxa kyrkan i Sverige” (PDF). Nämnden för statligt stöd till trossamfund. Arkiverad från originalet den 25 augusti 2014. https://web.archive.org/web/20140825081310/http://www.sst.a.se/download/18.3d3be87146f5c25c4530d0c/1404387452256/Andra_tryckningen_samfundsbroschyr_inlaga_version12+febr+47.pdf. Läst 19 oktober 2015.